# Samuel Sighicelli
Samuel Sighicelli, né le 4 juillet 1972 à Valréas, est un compositeur et improvisateur français.

## Biographie
Samuel Sighicelli étudie au Conservatoire national supérieur de musique de Paris la composition auprès de Gérard Grisey et l'improvisation avec Alain Savouret. Diplômé en 1998, il est ensuite pensionnaire à la villa Médicis en 2003–2004.
Recevant notamment des commandes de Radio France, La Muse en circuit, l’Opéra Orchestre national Montpellier et l’Ina-GRM, Samuel Sighicelli voit ses œuvres interprétées par l’Orchestre philharmonique de Radio France, l’Ensemble Ictus, l’Ensemble Court-Circuit, Les Percussions de Strasbourg ou encore le Quatuor Arditti.
Il fonde avec Benjamin de la Fuente Sphota en 2000 puis le groupe Caravaggio en 2005,.
Membre du conseil d'administration du Syndicat français des compositrices et compositeurs de musique contemporaine de juin 2020 à juin 2022, il en est président de juin 2021 à juin 2022,,.

## Récompenses
- 2003 : prix Hervé Dugardin de la Société des auteurs, compositeurs et éditeurs de musique[1].

## Publications
Les œuvres de Samuel Sighicelli sont publiées aux Éditions Henry Lemoine.